# ダートマス・ビッググリーン
ダートマス・ビッググリーン（英: Dartmouth Big Green）は、アメリカ合衆国のダートマス大学のスポーツ競技チーム。NCAAディビジョンI所属。

## 競技チーム
| 男子スポーツ                            | 女子スポーツ       |
| --------------------------------------- | ------------------ |
| 野球                                    | バスケットボール   |
| バスケットボール                        | クロスカントリー   |
| クロスカントリー                        | 馬術               |
| フットボール                            | フィールドホッケー |
| ゴルフ                                  | ゴルフ             |
| アイスホッケー                          | アイスホッケー     |
| ラクロス                                | ラクロス           |
| ローイング                              | ローイング         |
| スキー                                  | ラグビー           |
| サッカー                                | スキー             |
| スカッシュ                              | サッカー           |
| 水泳・飛込                              | ソフトボール       |
| テニス                                  | スカッシュ         |
| 陸上†                                   | 水泳・飛込         |
|                                         | テニス             |
|                                         | 陸上†              |
|                                         | バレーボール       |
| 男女混合スポーツ                        |                    |
| セーリング                              |                    |
| †屋外競技チームと室内競技チームがある。 |                    |